# Ryan Patrick Maginn
Ryan Patrick Maginn, más conocido como Ryu es un rapero miembro del grupo de hip hop underground Styles of Beyond.

## Biografía
Nació el 10 de junio de 1975 (49 años) en Nueva York aunque actualmente reside en San Fernando Valley, California. Conoció a sus compañeros de banda Takbir Bashir y Dj Cheapshot en la Universidad de Pierce en Woodlands, California y Takbir y Dj Cheapshot se habían conocido, asimismo, en el instituto, ya que ambos eran miembros del equipo de fútbol. 

## Carrera musical
Conoció a Takbir Bashir (Tak) en la Universidad, a la vez que a Dj Cheapshot. Formaron el grupo Styles of Beyond y comenzaron a grabar su primer álbum: 2000 Fold junto con la ayuda del hermano de Tak, directivo de la discográfica Bilawn Records. De la portada se encargó el polifacético rapero Mike Shinoda, amigo de los diferentes miembros del grupo antes de que cualquiera de ellos fuere famoso. 
Antes de la aparición del segundo álbum de Styles of Beyond (que iba a ser llamado Megadef) el grupo se separó dedicándose Ryu al trabajo en solitario. 
Tras un accidente de su gran amigo (y también compañero de grupo) Tak, ambos estuvieron hablando acerca del grupo y su futuro, y decidieron proseguir con Megadef.
Actualmente Styles of Beyond está trabajando en su tercer álbum, que se llamará Rocket Surgery y el nuevo mixtape que recibirá el nombre de Razor Tag y será presentado por DJ Green Lantern.
- Datos: Q2178356